# Notación de Hardy
En la teoría de la complejidad computacional y en matemáticas, la notación de Hardy, introducida por G. H. Hardy, se utiliza para la comparación asintótica de las funciones, siendo equivalente a la notación de Landau.
En la notación de Landau, podemos definir lo siguiente :
{\displaystyle f\preceq g\iff f\in O(g)}   y   {\displaystyle f\ll g\iff f\in o(g).}
Aunque la notación de Hardy parece más lógica, en la práctica se utiliza más la de Landau, ya que esta permite el abuso de notación siguiente:
{\displaystyle f(x)=g(x)+o(h(x))~(x\to a)}   en lugar de  {\displaystyle f-g{\underset {(a)}{=}}o(h)}
- Datos: Q6045519